# Craniata
Craniata je skupina (včasih imenovana tudi Craniota), predlaganega klada strunarjev (Chordata) – živali z lobanjo iz trde kosti ali hrustanca. Med danes živeče predstavnike sodijo Myxini (glenavice), Hyperoartia (vključujejo piškurje), ter veliko številčnejša skupina Gnathostomata (vretenčarji s čeljustjo).